# Hyperchromieeffekt
Der Hyperchromieeffekt tritt auf, wenn die Absorptionsfläche der DNA durch Erwärmung erhöht ist und dadurch Licht im Bereich von 200 bis 280 nm zunehmend absorbiert wird.
Durch Erwärmen der DNA trennt sich zunehmend die Doppelhelix auf. Dadurch verringern sich die Wechselwirkungen der π-Elektronen und die Absorptionsfläche des einfallenden Lichts erhöht sich. Relevant ist dieser Effekt im Rahmen der Fluometrie (siehe auch Fluoreszenz), da sich durch den Effekt die fluometrischen Eigenschaften ändern und so der Guanin-Cytosin-Gehalt der DNA bestimmt werden kann.